# Tournoi d'ouverture du championnat de Colombie de football 2018
Navigation
Tournoi précédent Tournoi suivant
Le tournoi d'ouverture de la saison 2018 du Championnat de Colombie de football est le premier tournoi de la soixante-et-onzième édition du championnat de première division professionnelle en Colombie. Les vingt meilleures équipes du pays disputent le championnat semestriel qui se déroule en deux phases :
- lors de la phase régulière, les équipes s'affrontent une fois plus une rencontre face à une formation du même secteur géographique.
- la phase finale du tournoi Ouverture se joue sous forme de coupe, avec quarts, demis et finale en matchs aller-retour.

C'est le Deportes Tolima qui remporte le tournoi après avoir battu l'Atlético Nacional lors de la finale aux tirs au but. C'est le deuxième titre de champion de Colombie de l'histoire du club.

## Les clubs participants
- Club Independiente Santa Fe
- CD Los Millonarios
- Envigado FC
- Deportes Tolima
- Once Caldas
- Independiente Medellin
- América de Cali
- Rionegro Águilas
- Jaguares de Córdoba Fútbol Club
- Leones FC - Promu de Torneo Aguila
- Atlético Nacional
- Atlético Huila
- Patriotas FC
- Alianza Petrolera
- Deportivo Pasto
- Boyacá Chicó - Promu de Torneo Aguila
- Atlético Bucaramanga
- Deportivo Cali
- Atlético Junior
- CD La Equidad

## Compétition
Le barème utilisé pour établir l'ensemble des classements est le suivant :
- Victoire : 3 points
- Match nul : 1 point
- Défaite : 0 point

### Phase régulière

#### Classement
| Rang | Équipe                          | Pts | J  | G  | N | P  | Bp | Bc | Diff |
| ---- | ------------------------------- | --- | -- | -- | - | -- | -- | -- | ---- |
| 1    | Atlético Nacional               | 41  | 19 | 12 | 5 | 2  | 23 | 10 | +13  |
| 2    | Independiente Medellín          | 35  | 19 | 11 | 2 | 6  | 32 | 23 | +9   |
| 3    | Deportes Tolima                 | 33  | 19 | 9  | 6 | 4  | 22 | 14 | +8   |
| 4    | Atlético Huila                  | 30  | 19 | 9  | 3 | 7  | 20 | 12 | +8   |
| 5    | Atlético Junior                 | 30  | 19 | 8  | 6 | 5  | 19 | 16 | +3   |
| 6    | Deportivo Cali                  | 29  | 19 | 9  | 2 | 8  | 26 | 17 | +9   |
| 7    | Patriotas FC                    | 29  | 19 | 8  | 5 | 6  | 17 | 18 | -1   |
| 8    | Once Caldas                     | 27  | 19 | 8  | 3 | 8  | 26 | 26 | 0    |
| 9    | CD Los MillonariosT             | 26  | 19 | 7  | 5 | 7  | 19 | 18 | +1   |
| 10   | Envigado FC                     | 26  | 19 | 5  | 7 | 5  | 19 | 19 | 0    |
| 11   | CD La Equidad                   | 25  | 19 | 6  | 7 | 6  | 18 | 15 | +3   |
| 12   | Club Independiente Santa Fe     | 25  | 19 | 7  | 4 | 8  | 20 | 19 | +1   |
| 13   | Rionegro Águilas                | 25  | 19 | 6  | 7 | 6  | 18 | 22 | -4   |
| 14   | Jaguares de Córdoba Fútbol Club | 25  | 19 | 7  | 4 | 8  | 16 | 23 | -7   |
| 15   | Alianza Petrolera               | 23  | 19 | 6  | 5 | 8  | 24 | 26 | -2   |
| 16   | Atlético Bucaramanga            | 23  | 19 | 6  | 5 | 8  | 22 | 24 | -2   |
| 17   | América de Cali                 | 22  | 19 | 6  | 4 | 9  | 22 | 31 | -9   |
| 18   | Deportivo Pasto                 | 20  | 19 | 5  | 5 | 9  | 15 | 19 | -4   |
| 19   | Boyacá ChicóP                   | 16  | 19 | 4  | 4 | 11 | 16 | 32 | -16  |
| 20   | Leones FCP                      | 13  | 19 | 2  | 7 | 10 | 13 | 23 | -10  |

|  | Qualification pour la phase finale  |
|  | T : Tenant du titre P : Promu de D2 |

### Phase finale
|  | Quarts de finale       | Quarts de finale       | Quarts de finale | Quarts de finale |                        |                        | Demi-finales | Demi-finales | Demi-finales | Demi-finales |  |  | Finale | Finale | Finale | Finale |
|  |                        |                        |                  |                  |                        |                        |              |              |              |              |  |  |        |        |        |        |
|  |                        |                        |                  |                  |                        |                        |              |              |              |              |  |  |        |        |        |        |
|  |                        |                        |                  |                  |                        |                        |              |              |              |              |  |  |        |        |        |        |
|  | Atlético Nacional      | Atlético Nacional      | 0                | 2                |                        |                        |              |              |              |              |  |  |        |        |        |        |
|  | Atlético Nacional      | Atlético Nacional      | 0                | 2                |                        |                        |              |              |              |              |  |  |        |        |        |        |
|  | Deportivo Cali         | Deportivo Cali         | 1                | 0                |                        |                        |              |              |              |              |  |  |        |        |        |        |
|  | Deportivo Cali         | Deportivo Cali         | 1                | 0                | Atlético Nacional      | Atlético Nacional      | 0            | 0(4)         |              |              |  |  |        |        |        |        |
|  |                        |                        |                  |                  | Atlético Nacional      | Atlético Nacional      | 0            | 0(4)         |              |              |  |  |        |        |        |        |
|  |                        |                        | Atlético Huila   | Atlético Huila   | 0                      | 0(2)                   |              |              |              |              |  |  |        |        |        |        |
|  | Atlético Huila         | Atlético Huila         | Atlético Huila   | Atlético Huila   | 0                      | 0(2)                   | 1            | 0(3)         |              |              |  |  |        |        |        |        |
|  | Atlético Huila         | Atlético Huila         |                  |                  |                        |                        |              | 0(3)         |              |              |  |  |        |        |        |        |
|  | Patriotas FC           | Patriotas FC           | 1                | 0(1)             |                        |                        |              |              |              |              |  |  |        |        |        |        |
|  | Patriotas FC           | Patriotas FC           | 1                | 0(1)             | Atlético Nacional      | Atlético Nacional      | 1            | 1 (2)        |              |              |  |  |        |        |        |        |
|  |                        |                        |                  |                  | Atlético Nacional      | Atlético Nacional      | 1            | 1 (2)        |              |              |  |  |        |        |        |        |
|  |                        |                        | Deportes Tolima  | Deportes Tolima  | 0                      | 2 (4)                  |              |              |              |              |  |  |        |        |        |        |
|  | Independiente Medellín | Independiente Medellín | Deportes Tolima  | Deportes Tolima  | 0                      | 2 (4)                  | 1            | 2            |              |              |  |  |        |        |        |        |
|  | Independiente Medellín | Independiente Medellín |                  |                  |                        |                        |              |              |              |              |  |  |        |        |        |        |
|  | Atlético Junior        | Atlético Junior        | 0                | 2                |                        |                        |              |              |              |              |  |  |        |        |        |        |
|  | Atlético Junior        | Atlético Junior        | 0                | 2                | Independiente Medellín | Independiente Medellín | 0            | 1(3)         |              |              |  |  |        |        |        |        |
|  |                        |                        |                  |                  | Independiente Medellín | Independiente Medellín | 0            | 1(3)         |              |              |  |  |        |        |        |        |
|  |                        |                        | Deportes Tolima  | Deportes Tolima  | 1                      | 0(5)                   |              |              |              |              |  |  |        |        |        |        |
|  | Deportes Tolima        | Deportes Tolima        | Deportes Tolima  | Deportes Tolima  | 1                      | 0(5)                   | 0            | 3            |              |              |  |  |        |        |        |        |
|  | Deportes Tolima        | Deportes Tolima        |                  |                  |                        |                        |              | 3            |              |              |  |  |        |        |        |        |
|  | Once Caldas            | Once Caldas            | 1                | 0                |                        |                        |              |              |              |              |  |  |        |        |        |        |
|  | Once Caldas            | Once Caldas            | 1                | 0                |                        |                        |              |              |              |              |  |  |        |        |        |        |
|  |                        |                        |                  |                  |                        |                        |              |              |              |              |  |  |        |        |        |        |

## Bilan de la saison
| Championnat de Colombie de football 2018 |                            |
| Champion                                 | Deportes Tolima (2e titre) |
| Qualifications continentales             |                            |
| Copa Libertadores 2019                   | Deportes Tolima            |
| Promotions et relégations                |                            |
| Promus en Liga Aguila                    | aucun                      |
| Relégués en Torneo Aguila                | aucun                      |